# David Cabrero Buenache
David Cabrero Buenache (Madrid, 11 de desembre de 1976) va ser un ciclista espanyol especialitzat en la pista.
Va participar en els Jocs Olímpics de 2000, acabant 15è a la prova del Quilòmetre contrarellotge, i arribant a la 2a ronda a la prova de Keirin.

## Palmarès
- 1997
  -  Campió d'Espanya en Keirin
- 1999
  -  Campió d'Espanya en Keirin
- 2000
  -  Campió d'Espanya en Keirin
  -  Campió d'Espanya en Quilòmetre contrarellotge
  -  Campió d'Espanya en Velocitat per equips (amb José Antonio Villanueva i T. Sánchez)
- 2001
  -  Campió d'Espanya en Keirin
  -  Campió d'Espanya en Velocitat per equips (amb José Antonio Villanueva i I. Pérez)

### Resultats a laCopa del Món
- 1999
  - 3r a València, en Keirin